# كاليفورنيا غولدن سيلز
كاليفورنيا غولدن سيلز (بالإنجليزية: California Golden Seals)‏ هو نادي هوكي الجليد أمريكي تأسس في 1967، ويلعب في دوري الهوكي الوطني.